# Tomasz Stryjek
Tomasz Andrzej Stryjek (ur. 14 września 1964 w Warszawie) – polski historyk i politolog, doktor habilitowany nauk humanistycznych.

## Życiorys
W 1988 ukończył studia na Wydziale Historycznym Uniwersytetu Warszawskiego, następnie studia doktoranckie w Szkole Nauk Społecznych Polskiej Akademii Nauk. W latach 1989–1995 pracował jako nauczyciel historii w VI Liceum Ogólnokształcącym im. Tadeusza Reytana w Warszawie, a w latach 1994-2009 w I Społeczne Liceum Ogólnokształcące im. Maharadży Jam Saheba Digvijay Sinhji w Warszawie.
W 1996 rozpoczął pracę w Instytucie Studiów Politycznych PAN, gdzie w 1998 uzyskał stopień doktora. Tematem jego rozprawy doktorskiej była Ukraińska idea narodowa okresu międzywojennego. Analiza wybranych koncepcji, a promotorem prof. Joanna  Kurczewska. W 2008 uzyskał stopień doktora habilitowanego.
Wykłada m.in. politykę pamięci i politykę historyczną w stosunkach międzynarodowych w Collegium Civitas w Warszawie. W latach 2009–2011 był profesorem politologii w Instytucie  Politologii  Wydziału Nauk Społecznych  Katolickiego Uniwersytetu Lubelskiego Jana Pawła II.
Jest autorem wielu publikacji dotyczących historii Ukrainy. W 2014 otrzymał Nagrodę im. Jerzego Giedroycia jako współautor książki Wojna po wojnie. Antysowieckie podziemie w Europie Środkowo-Wschodniej w latach 1944–1953.

## Publikacje
- Tomasz Stryjek, Ukraińska idea narodowa okresu międzywojennego, Wrocław: „Funna”, 2000, ISBN 83-908946-5-3, OCLC 830230100. Brak numerów stron w książce
- Jakiej przeszłości potrzebuje przyszłość? Interpretacje dziejów narodowych w historiografii i debacie publicznej na Ukrainie 1991–2004, 2007, ISBN 978-83-88490-99-6
- Wojna po wojnie. Antysowieckie podziemie w Europie Środkowo-Wschodniej w latach 1944–1953, Wydawnictwo Naukowe Scholar – Instytut Studiów Politycznych PAN – Muzeum II Wojny Światowej, Gdańsk – Warszawa 2012 (współautor – z Grzegorzem Motyką, Rafałem Wnukiem i Adamem F. Baranem)